# Hexatoma (Eriocera) suberecta
Hexatoma (Eriocera) suberecta is een tweevleugelige uit de familie steltmuggen (Limoniidae). De soort komt voor in het Oriëntaals gebied.